# Mildred Harris
Mildred Harris, född 29 november 1901 i Cheyenne i Wyoming, död 20 juli 1944 i Los Angeles i Kalifornien, var en amerikansk stumfilmsskådespelare och Charlie Chaplins första maka.

## Debut
Harris filmdebuterade elva år gammal i kortfilmen The Post Telegrapher (1912). Hon var en framstående barnskådespelare under 1910-talet. År 1916 medverkade hon som haremsdam i D.W. Griffiths filmepos  Intolerance. Även 1919 i filmen The Fall of Babylon spelade hon haremsdam.

## Filmografi (i urval)
- 1916 – Intolerance
- 1916 – De gamla där hemma
- 1916 – Kärlekens vedermödor
- 1916 – Äventyret Costa Negra
- 1917 – Trollflöjten
- 1918 – Filmen utan namn
- 1919 – Förbjuden frukt
- 1920 – Det svagare könet
- 1920 – Kärleksprovet
- 1921 – Dårars paradis
- 1925 – Över avgrunden
- 1929 – Vid 37:de gatan
- 1936 – Utpressare
- 1942 – Skörda i den vilda stormen
- 1942 – Värdshuset Fritiden
- 1943 – En fästman för mycket
- 1944 – En hjältes liv
- 1944 – Ja, må han leva!

## Äktenskap
Mildred Harris gifte sig med Chaplin år 1918, då hon var sexton år och han var tjugonio. De fick en son, Spencer Chaplin, 7 juli 1919, men barnet överlevde bara i tre dagar. Paret skildes 1920 och skilsmässan blev mycket uppmärksammad i pressen.